# Ruder-Weltmeisterschaften 2001
Die Ruder-Weltmeisterschaften 2001 wurden vom 19. bis 26. August 2001 auf dem Rotsee in Luzern, Schweiz unter dem Regelwerk des Weltruderverbandes (FISA) ausgetragen. In 24 Bootsklassen wurden dabei Ruder-Weltmeister ermittelt. An dem Wettbewerb nahmen 931 Sportler in rund 320 Mannschaften aus 50 Nationen teil. Die vierte Austragung der Ruder-Weltmeisterschaften in Luzern nach 1962, 1974 und 1982 fand letztmals ohne Bootsklassen im Pararudern statt, die erst zu den Ruder-Weltmeisterschaften 2002 in Sevilla eingeführt wurden.

## Ergebnisse
Hier sind die Medaillengewinner aus den A-Finals aufgelistet. Diese waren mit sechs Booten besetzt, die sich über Vor- und Hoffnungsläufe sowie Halbfinals für das Finale qualifizieren mussten. Die Streckenlänge betrug in allen Läufen 2000 Meter.

### Männer
| Bootsklasse                                  | Gold | Gold    | Silber | Silber  | Bronze | Bronze  |
| -------------------------------------------- | --- | ------- | --- | ------- | --- | ------- |
| Einer (M1x)                                  | Norwegen Olaf Tufte | 6:43,04 | Slowenien Iztok Čop | 6:43,36 | Tschechien Václav Chalupa | 6:43,62 |
| Leichtgewichts-Einer (LM1x)                  | Irland Sam Lynch | 6:49,38 | Italien Stefano Basalini | 6:51,71 | Tschechien Michal Vabroušek | 6:53,02 |
| Doppelzweier (M2x)                           | Ungarn Ákos Haller Tibor Pető | 6:14,16 | Frankreich Adrien Hardy Sébastien Vieilledent | 6:14,29 | Italien Rossano Galtarossa Alessio Sartori | 6:14,43 |
| Leichtgewichts-Doppelzweier (LM2x)           | Italien Elia Luini Leonardo Pettinari | 6:16,75 | Polen Tomasz Kucharski Robert Sycz | 6:19,45 | Frankreich Fabrice Moreau Thibaud Chapelle | 6:20,30 |
| Doppelvierer (M4x)                           | Deutschland Christian Schreiber André Willms Marco Geisler Andreas Hajek                                                                                               | 5:40,89 | Niederlande Geert Cirkel Dirk Lippits Diederik Simon Michiel Bartman                                                                                         | 5:42,64 | Italien Nicola Sartori Mattia Righetti Franco Berra Simone Raineri                                                                                            | 5:42,87 |
| Leichtgewichts-Doppelvierer (LM4x)           | Italien Daniele Gilardoni Luca Moncada Mauro Baccelli Filippo Mannucci                                                                                                 | 5:50,76 | Griechenland Nikolaos Skiathitis Ioannis Kourkourikis Vasileios Polymeros Panagiotis Miliotis                                                                | 5:52,87 | Japan Akio Yano Hitoshi Hase Atsushi Obata Kazuaki Mimoto | 5:54,19 |
| Zweier ohne Steuermann (M2-)                 | Vereinigtes Königreich James Cracknell Matthew Pinsent | 6:27,57 | BR Jugoslawien Đorđe Višacki Nikola Stojić | 6:27,59 | Südafrika Ramon di Clemente Donovan Cech | 6:29,31 |
| Leichtgewichts-Zweier ohne Steuermann (LM2-) | Irland Gearóid Towey Tony O’Connor | 6:34,72 | Niederlande Simon Kolkman Robert van der Vooren | 6:36,40 | Italien Massimo Guglielmi Giuseppe Del Gaudio | 6:36,99 |
| Zweier mit Steuermann (M2+)                  | Vereinigtes Königreich James Cracknell Matthew Pinsent Neil Chugani (Stm.)                                                                                             | 6:49,33 | Italien Mattia Trombetta Lorenzo Carboncini Andrea Monizza (Stm.)                                                                                            | 6:49,75 | Rumänien Cornel Nemțoc Ioan Florariu Marin Gheorghe (Stm.) | 6:54,45 |
| Vierer ohne Steuermann (M4-)                 | Vereinigtes Königreich Toby Garbett Steve Williams Ed Coode Rick Dunn                                                                                                  | 5:48,98 | Deutschland Sebastian Thormann Paul Dienstbach Philipp Stüer Bernd Heidicker                                                                                 | 5:50,56 | Slowenien Janez Klemenčič Milan Janša Rok Kolander Matej Prelog                                                                                               | 5:52,23 |
| Leichtgewichts-Vierer ohne Steuermann (LM4-) | Österreich Sebastian Sageder Bernd Wakolbinger Wolfgang Sigl Martin Kobau                                                                                              | 5:53,55 | Dänemark Thomas Ebert Thor Kristensen Søren Madsen Eskild Ebbesen                                                                                            | 5:54,36 | Frankreich Laurent Porchier Jean-Christophe Bette Yves Hocdé Xavier Dorfman                                                                                   | 5:55,55 |
| Vierer mit Steuermann (M4+)                  | Frankreich Gilles Bosquet Vincent Gazan Vincent Millot Sidney Chouraqui Christophe Lattaignant (Stm.)                                                                  | 6:08,25 | Italien Luca Agamennoni Edoardo Verzotti Massimo Cascone Luca Ghezzi Gianluca Barattolo (Stm.)                                                               | 6:09,71 | Vereinigtes Königreich Chris Martin Henry Adams Alex Partridge Dan Ouseley Peter Rudge (Stm.)                                                                 | 6:11,62 |
| Achter (M8+)                                 | Rumänien Daniel Măstăcan Florin Corbeanu Cornel Nemțoc Ioan Florariu Ovidiu Cornea Andrei Bănică Gheorghe Pîrvan Vasile Măstăcan Marin Gheorghe (Stm.)                 | 5:27,48 | Kroatien Oliver Martinov Damir Vučičić Tomislav Smoljanović Nikša Skelin Siniša Skelin Krešimir Čuljak Igor Boraska Branimir Vujević Silvijo Petriško (Stm.) | 5:28,47 | Deutschland Sebastian Schulte Thorsten Engelmann Johannes Doberschütz Stephan Koltzk Jörg Dießner Enrico Schnabel Ulf Siemes Michael Ruhe Peter Thiede (Stm.) | 5:29,41 |
| Leichtgewichts-Achter (LM8+)                 | Frankreich Jean-Baptiste Dupy Erwan Peron Laurent Porchier Franck Bussiere Pascal Touron Jean-Christophe Bette Yves Hocdé Xavier Dorfman Christophe Lattaignant (Stm.) | 5:37,21 | Dänemark Morten Riis Stephan Mølvig Thomas Croft Kenneth Bülow Rasmus Hjortshøj Svend Pedersen Jesper Krogh Morten Hansen Skov Sebastian Claus (Stm.)        | 5:37,99 | Vereinigte Staaten Erik Miller Eric Feins Gavin Blackmore Thomas Paradiso John Cashman Ben Cotting-Gagne John Wall Eric Kratochvil Bill McManus (Stm.)        | 5:38,80 |

### Frauen
| Bootsklasse                                  | Gold | Gold    | Silber | Silber  | Bronze | Bronze  |
| -------------------------------------------- | --- | ------- | --- | ------- | --- | ------- |
| Einer (W1x)                                  | Deutschland Katrin Rutschow | 7:19,25 | Russland Julija Lewina | 7:23,28 | Belarus Kazjaryna Karsten | 7:25,18 |
| Leichtgewichts-Einer (LW1x)                  | Irland Sinéad Jennings | 7:33,20 | Niederlande Mirjam ter Beek | 7:34,43 | Schweiz Pia Vogel | 7:36,26 |
| Doppelzweier (W2x)                           | Deutschland Kathrin Boron Kerstin Kowalski                                                                                                 | 6:50,20 | Neuseeland Georgina Evers-Swindell Caroline Evers-Swindell | 6:51,73 | Belarus Kazjaryna Karsten Wolha Berasnjowa | 6:52,72 |
| Leichtgewichts-Doppelzweier (LW2x)           | Deutschland Janet Radünzel Claudia Blasberg                                                                                                | 6:55,55 | Polen Katarzyna Demianiuk Ilona Mokronowska | 6:58,02 | Rumänien Monica Eremia-Stan Irina Acsinte | 6:58,97 |
| Doppelvierer (W4x)                           | Deutschland Peggy Waleska Marita Scholz Manuela Lutze Manja Kowalski                                                                       | 6:12,95 | Neuseeland Sonia Waddell Paula Twining Caroline Evers-Swindell Georgina Evers-Swindell                                                                                     | 6:15,35 | Vereinigte Staaten Sarah Jones Carol Skricki Hilary Gehman Laura Rauchfuss                                                                      | 6:18,30 |
| Leichtgewichts-Doppelvierer (LW4x)           | Australien Catriona Roach Sally Causby Amber Halliday Josephine Lips                                                                       | 6:29,68 | Vereinigte Staaten Marny Jaastad Abigail Cromwell Jennifer Edwards Stacey Borgman                                                                                          | 6:32,64 | Niederlande Mariel Pikkemaat Maud Klinkers Aukje Zuidema Hedi Poot                                                                              | 6:33,70 |
| Zweier ohne Steuerfrau (W2-)                 | Rumänien Georgeta Andrunache Viorica Susanu                                                                                                | 7:01,27 | Belarus Wolha Trazeuskaja Julija Bitschyk | 7:03,51 | Kanada Jacqui Cook Karen Clark | 7:05,52 |
| Leichtgewichts-Zweier ohne Steuerfrau (LW2-) | Vereinigtes Königreich Sarah Birch Jo Nitsch                                                                                               | 7:23,00 | Vereinigte Staaten Suzanne Walther Michelle Borkhuis | 7:25,37 | Argentinien Patricia Conte Elina Urbano | 7:26,02 |
| Vierer ohne Steuerfrau (W4-)                 | Australien Jane Robinson Julia Wilson Jo Lutz Victoria Roberts                                                                             | 6:27,23 | Neuseeland Jackie Abraham-Lawrie Kate Robinson Rochelle Saunders Nicola Coles                                                                                              | 6:28,58 | Niederlande Christine Vink Carin ter Beek Anneke Venema Femke Dekker                                                                            | 6:30,81 |
| Achter (W8+)                                 | Australien Jodi Winter Jo Lutz Julia Wilson Jane Robinson Emily Martin Rebecca Sattin Victoria Roberts Kristina Larsen Carly Bilson (Stf.) | 6:03,66 | Rumänien Elena Pîrvan Aurica Chiriță Natalita Berteanu-Pelin Elena Gavrilescu Mihaela Nastasa Doina Spîrcu-Crăciun Georgeta Andrunache Viorica Susanu Rodica Anghel (Stf.) | 6:04,96 | Deutschland Silke Günther Anja Pyritz Dana Pyritz Britta Holthaus Susanne Schmidt Sandra Goldbach Maja Tucholke Lenka Wech Annina Ruppel (Stf.) | 6:05,32 |

## Medaillenspiegel
| Platz | Land                   | Gold | Silber | Bronze | Gesamt |
| ----- | ---------------------- | ---- | ------ | ------ | ------ |
| 1     | Deutschland            | 5    | 1      | 2      | 8      |
| 2     | Vereinigtes Königreich | 4    |        | 1      | 5      |
| 3     | Australien             | 3    |        |        | 3      |
| 3     | Irland                 | 3    |        |        | 3      |
| 5     | Italien                | 2    | 3      | 3      | 8      |
| 6     | Frankreich             | 2    | 1      | 2      | 5      |
| 6     | Rumänien               | 2    | 1      | 2      | 5      |
| 8     | Österreich             | 1    |        |        | 1      |
| 8     | Ungarn                 | 1    |        |        | 1      |
| 8     | Norwegen               | 1    |        |        | 1      |
| 11    | Niederlande            |      | 3      | 2      | 5      |
| 12    | Neuseeland             |      | 3      |        | 3      |
| 13    | Vereinigte Staaten     |      | 2      | 2      | 4      |
| 14    | Dänemark               |      | 2      |        | 2      |
| 14    | Polen                  |      | 2      |        | 2      |
| 16    | Belarus                |      | 1      | 2      | 3      |
| 17    | Slowenien              |      | 1      | 1      | 2      |
| 18    | Kroatien               |      | 1      |        | 1      |
| 18    | Griechenland           |      | 1      |        | 1      |
| 18    | Russland               |      | 1      |        | 1      |
| 18    | BR Jugoslawien         |      | 1      |        | 1      |
| 22    | Tschechien             |      |        | 2      | 2      |
| 23    | Argentinien            |      |        | 1      | 1      |
| 23    | Kanada                 |      |        | 1      | 1      |
| 23    | Japan                  |      |        | 1      | 1      |
| 23    | Südafrika              |      |        | 1      | 1      |
| 23    | Schweiz                |      |        | 1      | 1      |
| Summe | Summe                  | 24   | 24     | 24     | 72     |